# DME-A
DME-A (również: Explorer 31) – amerykański satelita naukowy, wysłany w ramach programu Explorer, którego celem było badanie jonosfery.
15 stycznia 1971 roku próbowano nawiązać kontakt z satelitą, jednak bez powodzenia. Odtąd satelita został uznany za utracony.